# Корте Брођи (Пиза)
Корте Брођи је насеље у Италији у округу Пиза, региону Тоскана.
Према процени из 2011. у насељу је живело 28 становника. Насеље се налази на надморској висини од 19 м.